# Humlesuga
Humlesuga (Betonica officinalis) är en växtart i familjen kransblommiga växter som förekommer naturligt i Europa, Turkiet och Kaukasus, samt i nordvästra Afrika. Arten är sällsynt förekommande i mellersta och södra Sverige. Tidigare har den använts som medicinalväxt, men redan 1755 noterar Linné att den används allt mer sällan. Numera odlas humlesuga som prydnandsväxt i trädgårdar.
Arten förväxlas ibland med axbetonika (S. pradica) som dock har styva, gula hår på stjälkarna. Humlesuga har kala eller mjukhåriga stjälkar.
Artepitetet officinalis (lat.) kommer av officina som betyder verkstad eller apotek. Det syftar på att arten användes som medicinalväxt.

## Synonymer

### Svenska
- Läkebetonika

### Vetenskapliga
- Betonica officinalis L.
- Stachys betonica Benth. nom. illeg.

### Webbkällor
- Svensk Kulturväxtdatabas
- Den virtuella floran
- Wikimedia Commons har media som rör Humlesuga.